# Арктично-альпійський ботанічний сад
Арктично-альпійський ботанічний сад (нюн. Tromsø arktisk-alpine botanisk hage) — ботанічний сад у місті Тромсе на півночі Норвегії. 

## Географія і клімат
Арктично-альпійський ботанічний сад розташований за 350 кілометрів на північ від Полярного кола, і є найпівнічнішим ботанічним садом у світі. Сад відкритий 1994 року. Управляється музеєм університету Тромсе.
Для публіки зазвичай відкритий з кінця травня по початок жовтня. У саду представлені арктичні і альпійські рослини зі всієї Північної півкулі. Вхід безкоштовний.
Сад розташований на південний схід від університетського містечка Тромсе, звідки відкривається чудовий краєвид на гори. Розташування, яке відповідне північному узбережжю Аляски, передбачає екстремальний арктичний клімат. Однак одна з гілок Гольфстріму, що охоплює узбережжя Північної Норвегії, справляє пом'якшувальний вплив, тому клімат Тромсе характеризується відносно м'якою зимою (середня температура січня -4,4 °C) і прохолодним літом (середня температура липня 11,7°C).
З 15 травня по 27 липня сонце постійно знаходиться над лінією горизонту. Два місяці опівнічного сонця дають деяку компенсацію рослинам за короткий вегетаційний період і низькі температури. У травні, червні та липні теоретично можлива кількість сонячних годин становить 623, 720 і 695 відповідно. З 21 листопада по 17 січня сонце не піднімається над лінією горизонту. Сніг зазвичай покриває землю в жовтні або листопаді та накопичується до початку квітня. Потім сніг починає поступово танути і земля, як правило, звільняється від снігу в середині травня на рівні моря, а на більш високих місцях — ще пізніше.

## Колекція
У саду ростуть арктичні види і рослини з гірських районів з усього світу. Їх вирощують на кам'янистих ділянках, а часто і на великих каменях, які збирають і акуратно переносять в сад разом із шаром лишайників і моху. Сад розділений на 25 тематичних колекцій, в тому числі: Арктика, Гімалаї, південь Південної Америки, водні рослини, первоцвіти, айстри, злинки, смілки, ломикамінь, Meconopsis, Codonopsis, Polemonium, Tellima і рослини зі старих північних норвезьких садів. Багато видів рослин не вирощують в інших ботанічних садах.

## Галерея

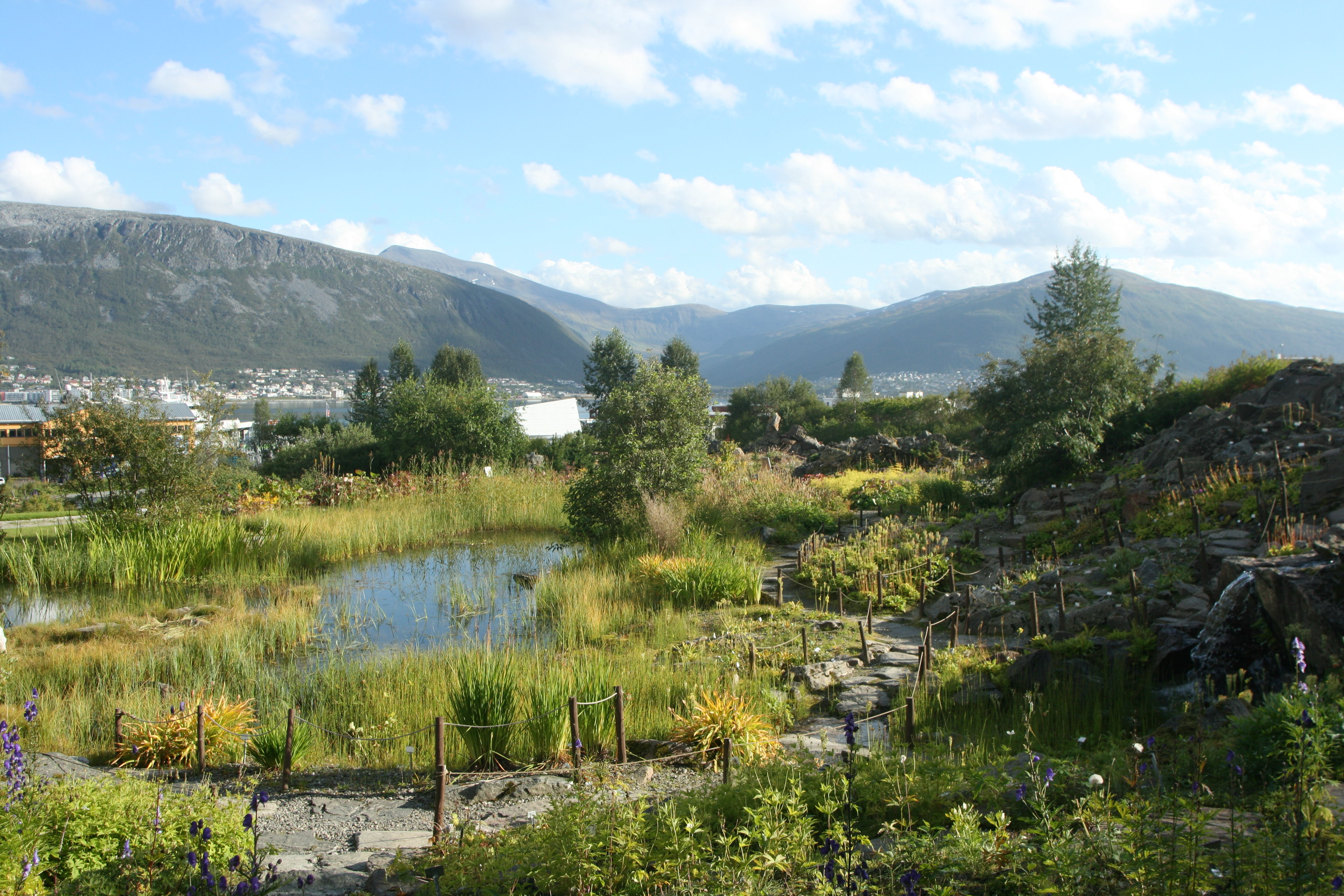
Стежка у ботанічному саду
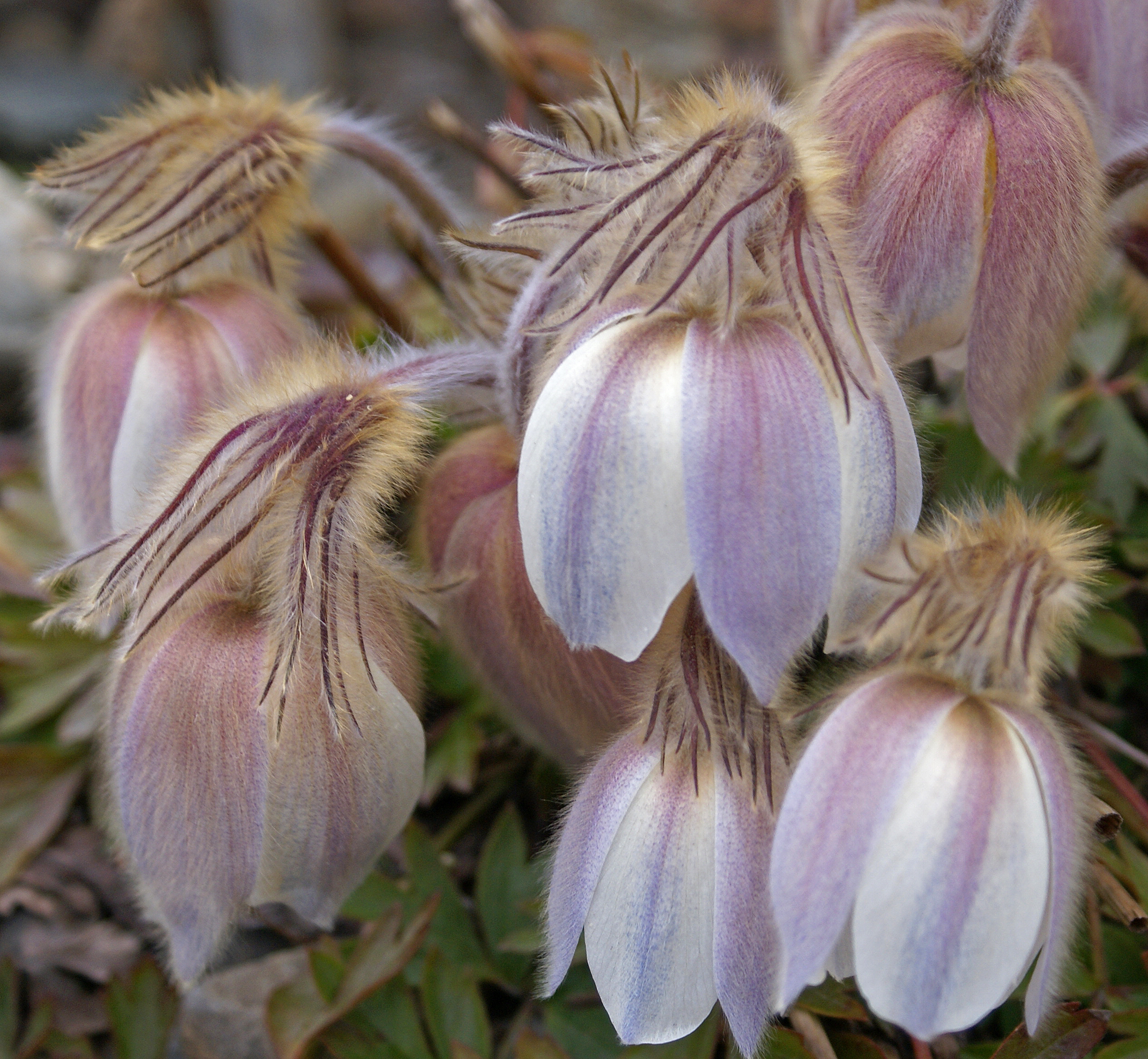
Pulsatilla vernalis
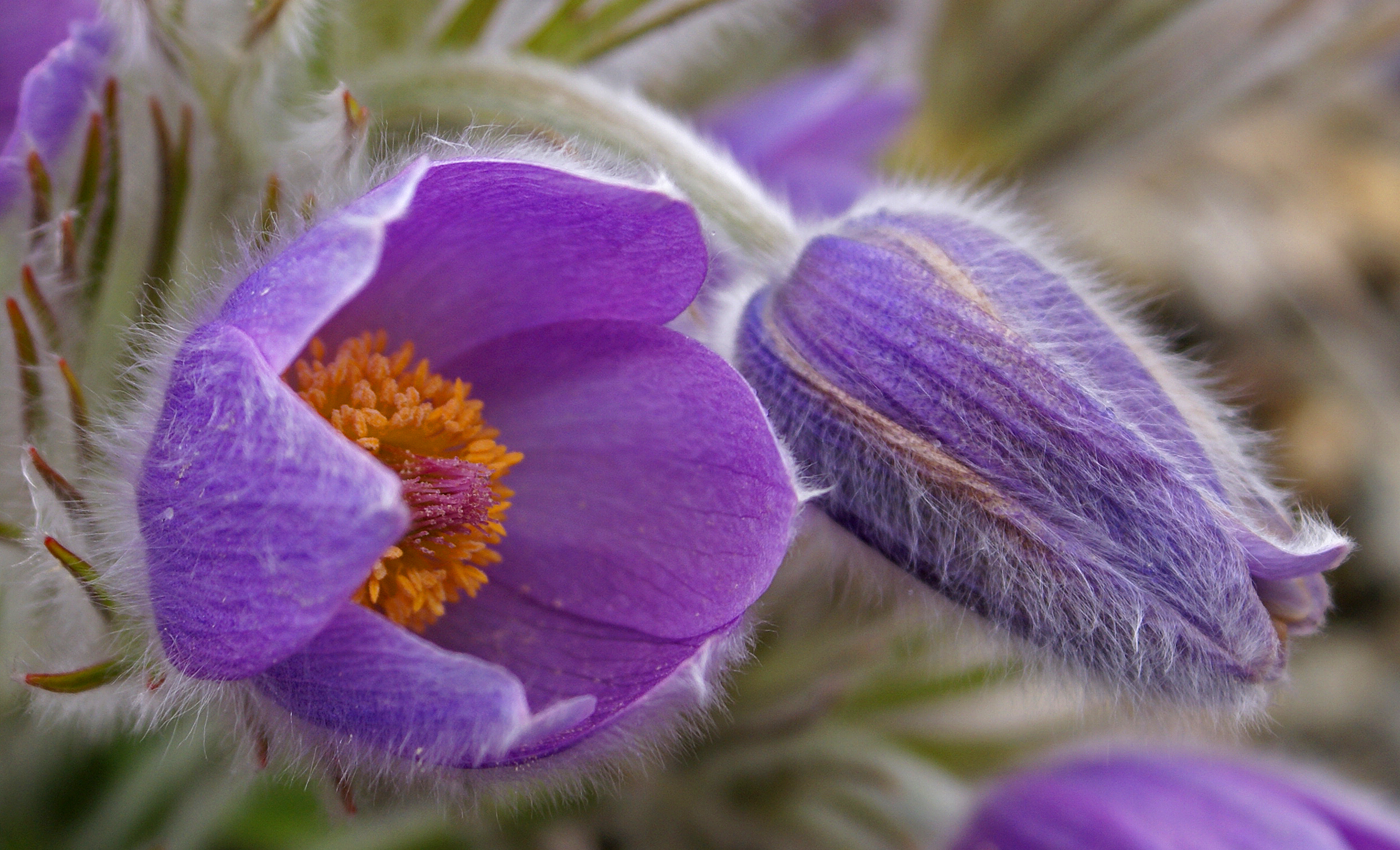
Pulsatilla vulgaris
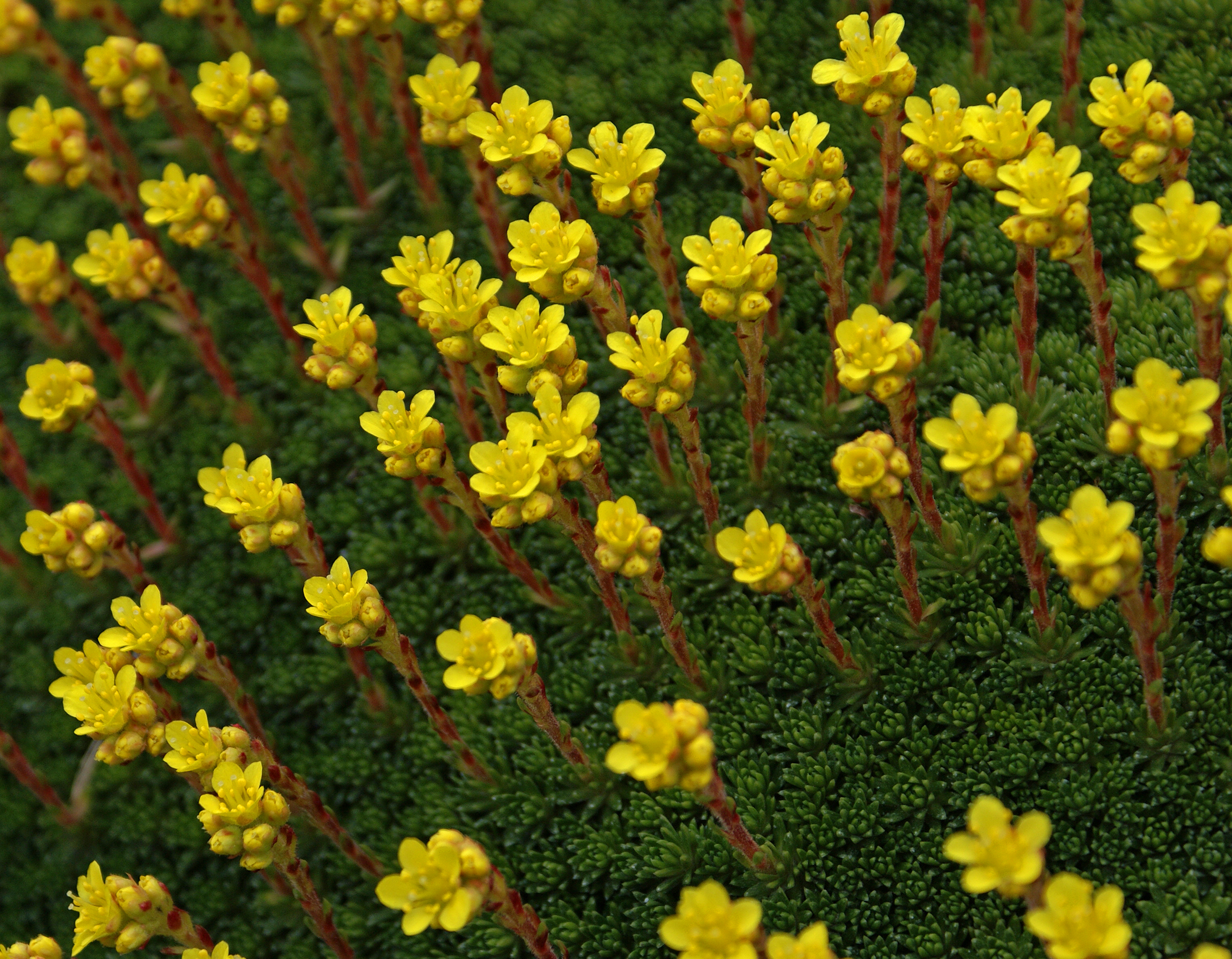
Ломикамінь
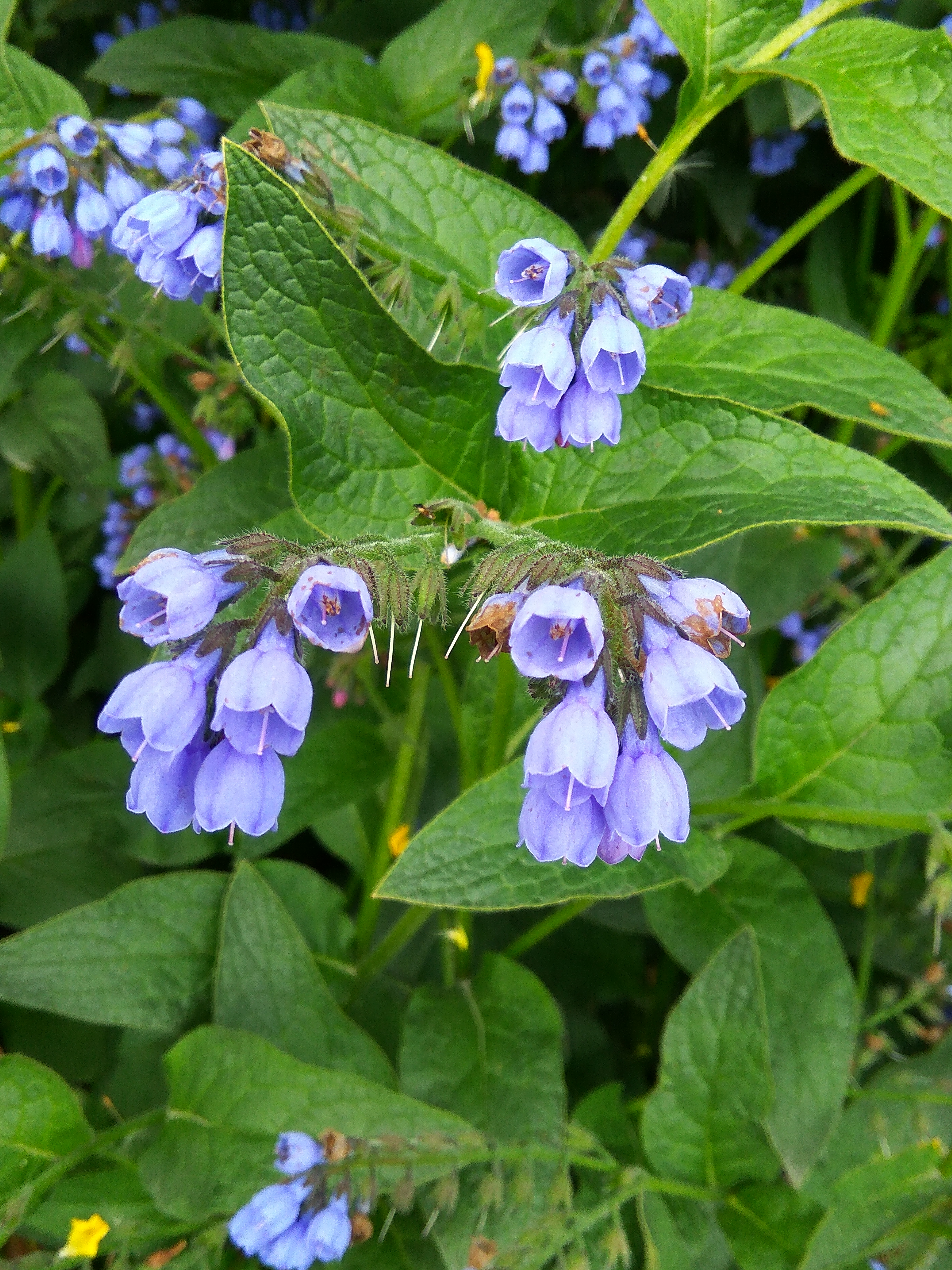
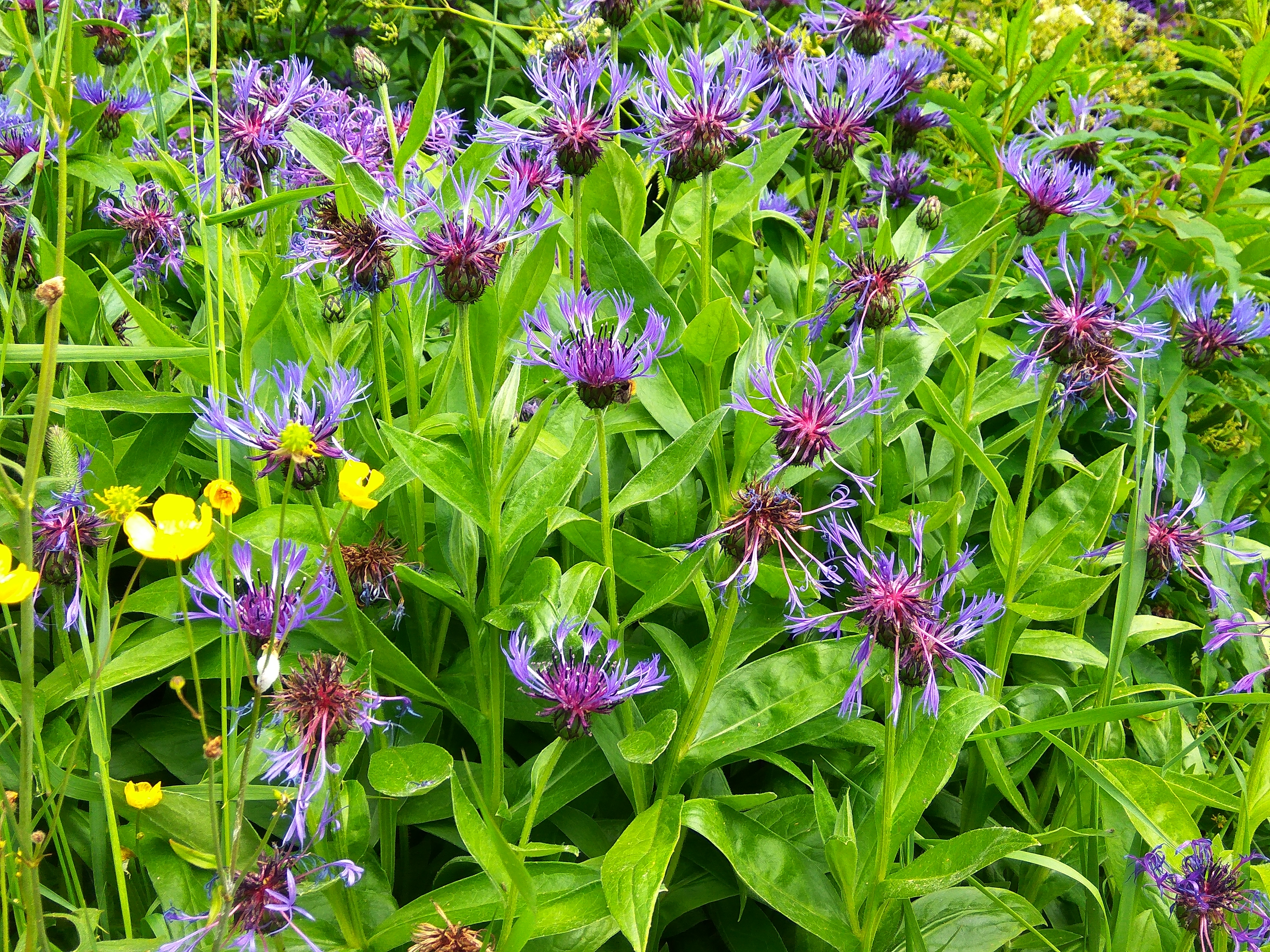
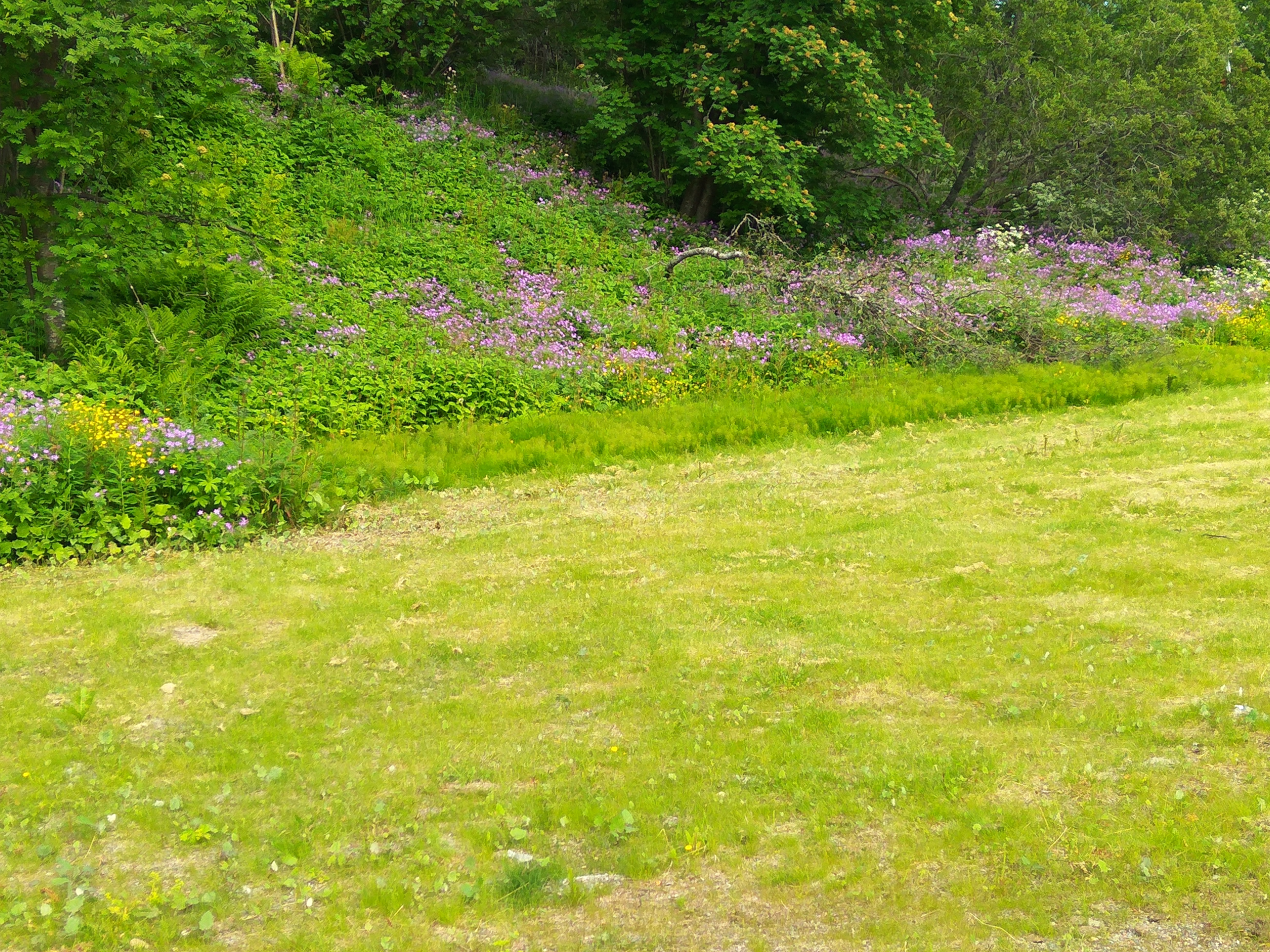
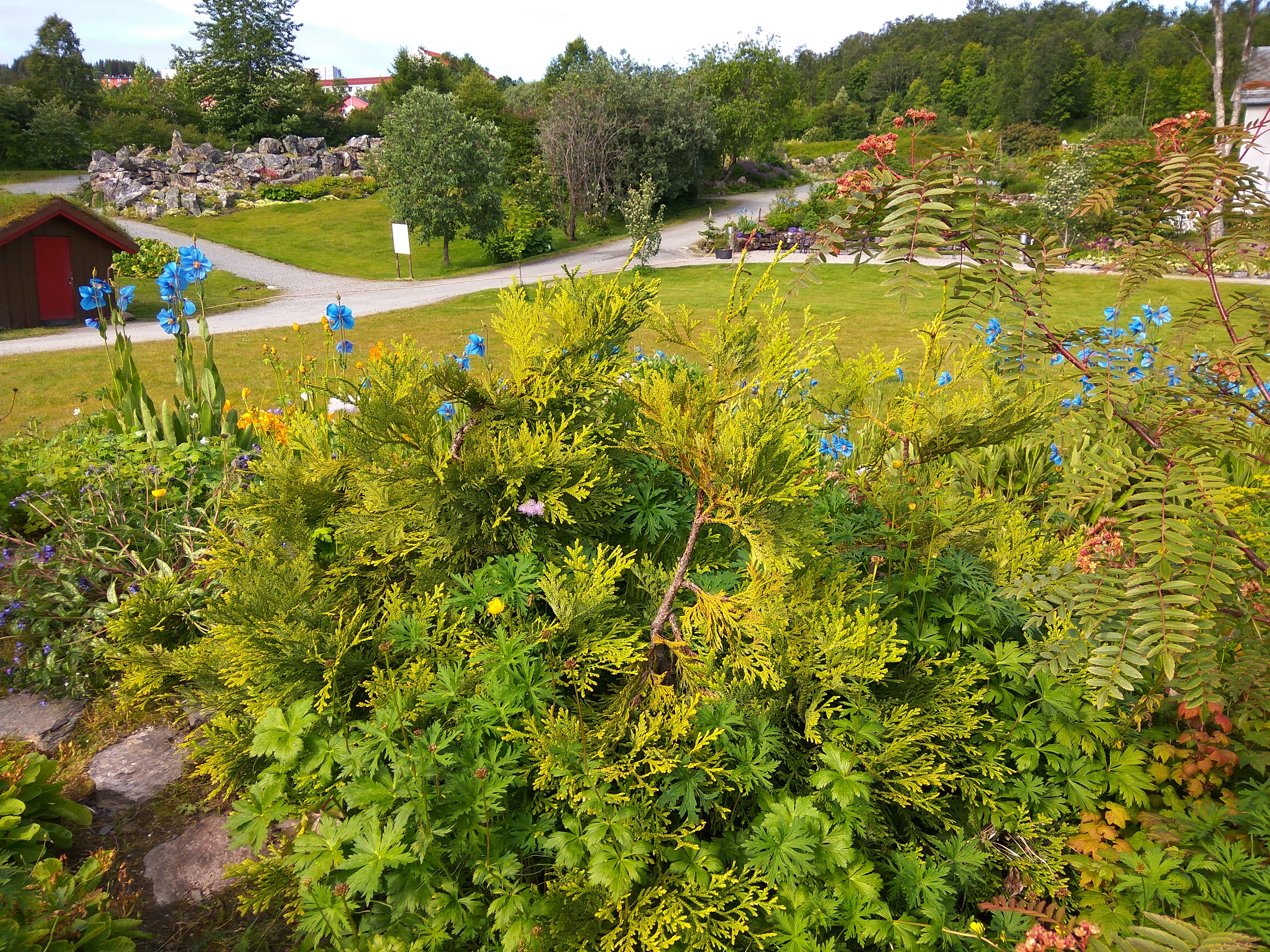
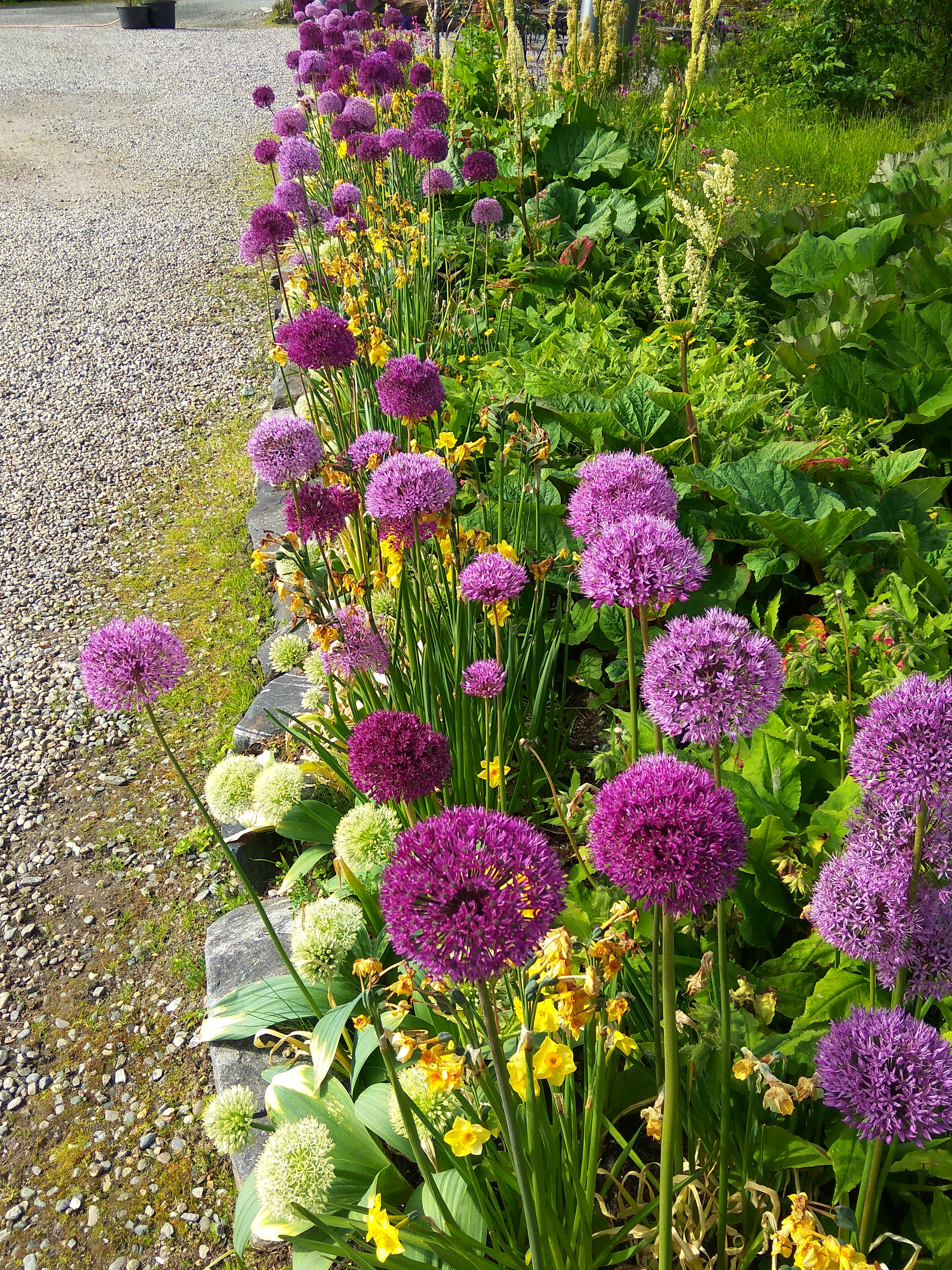
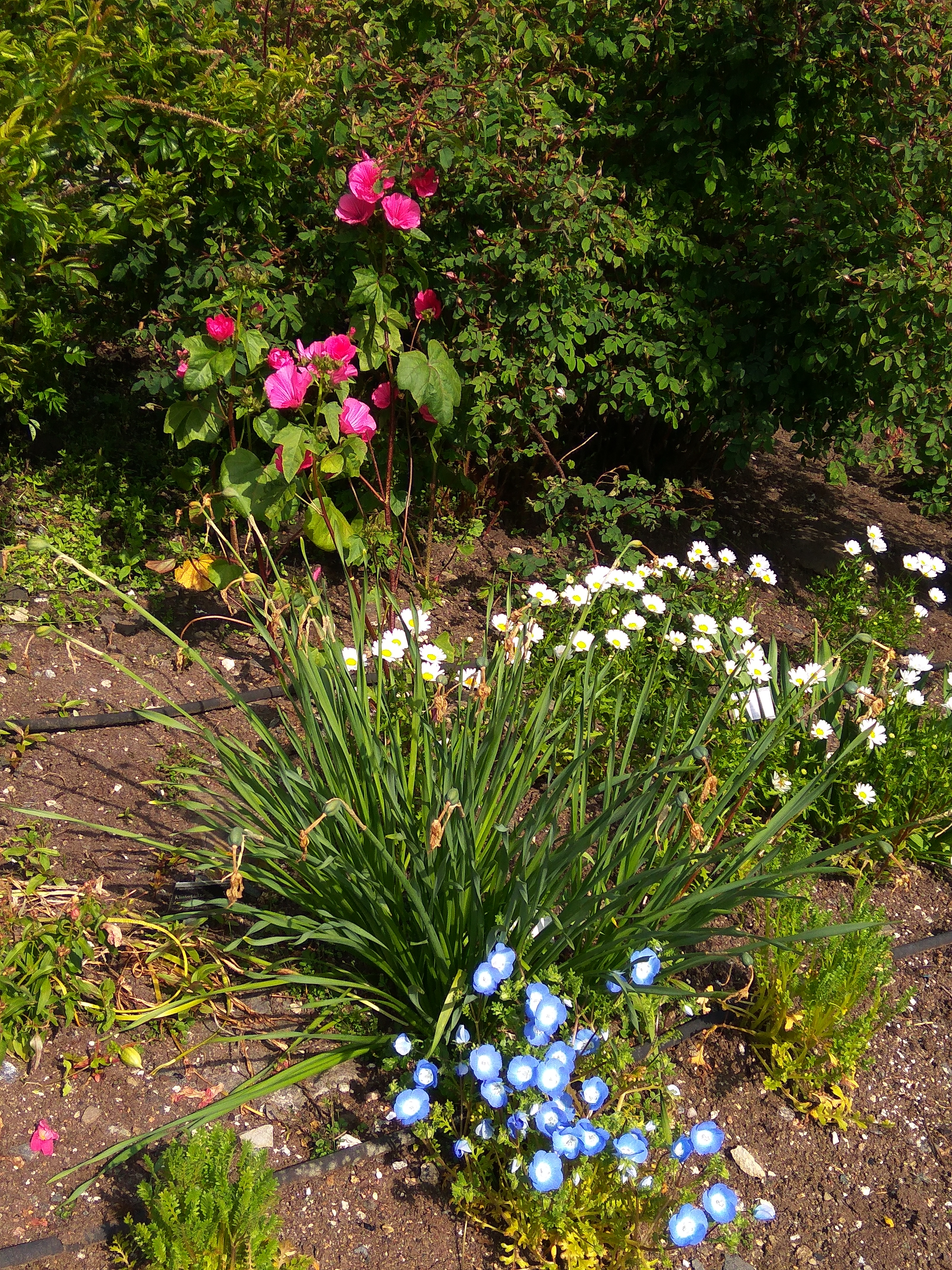
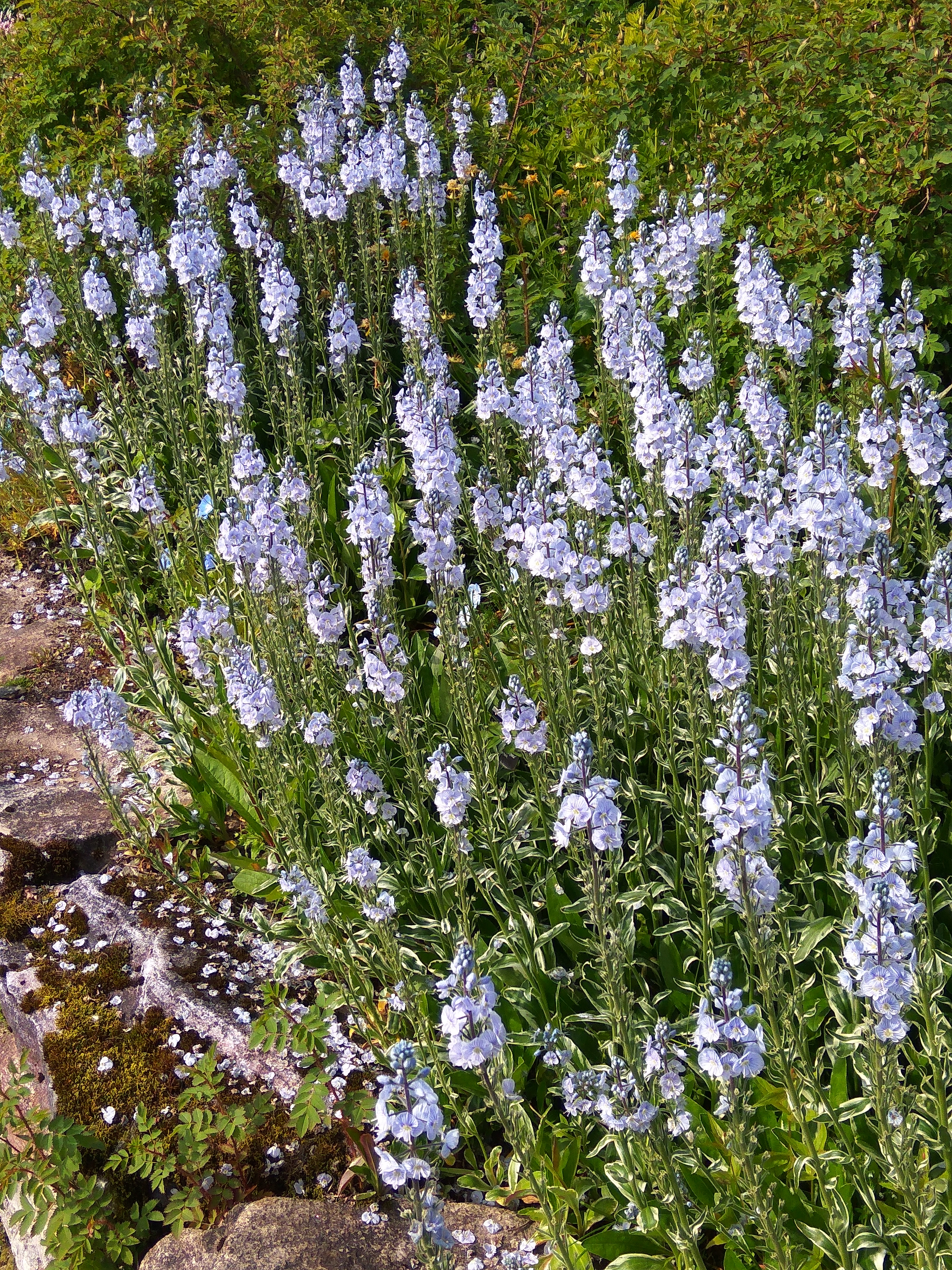
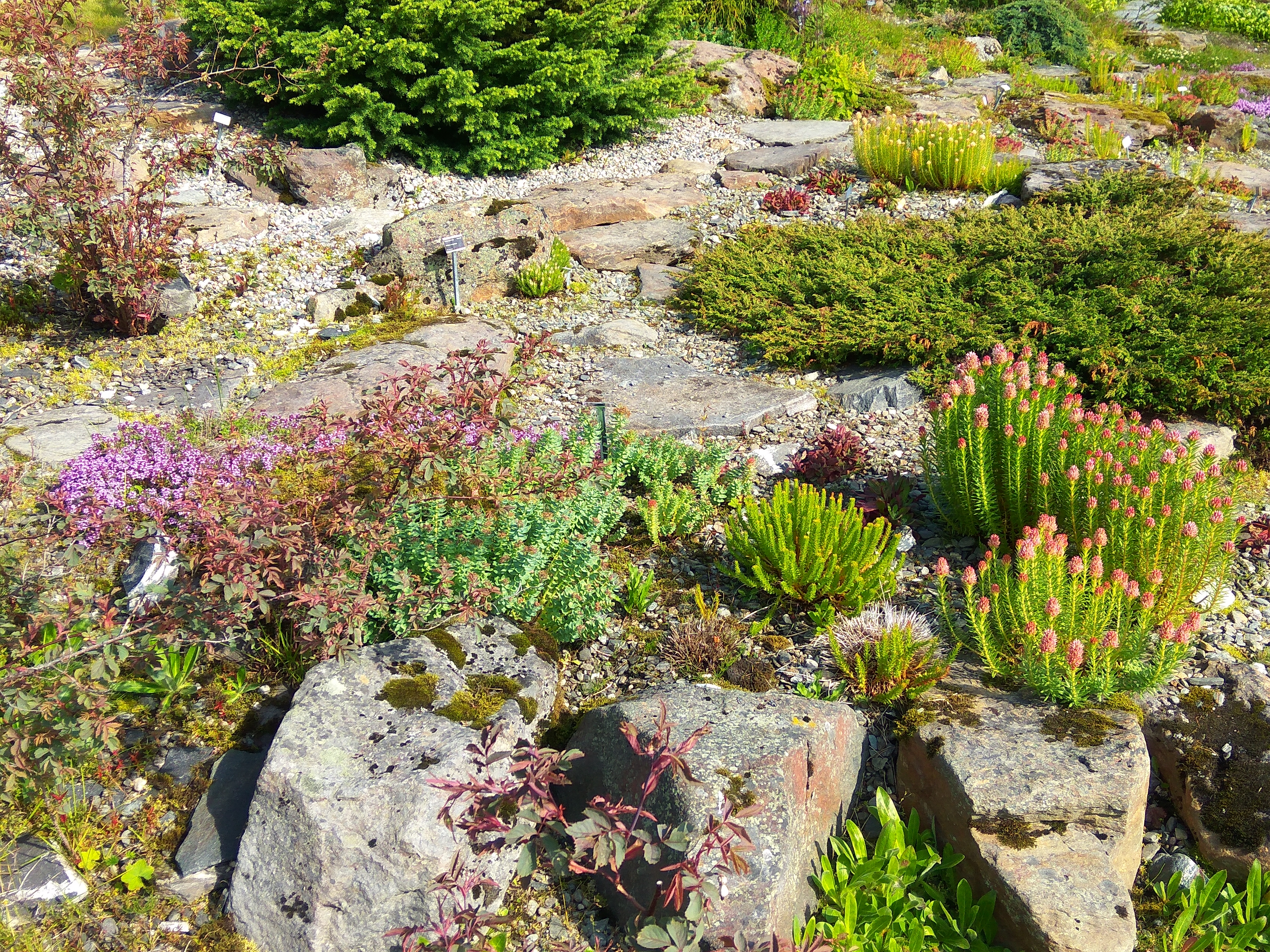
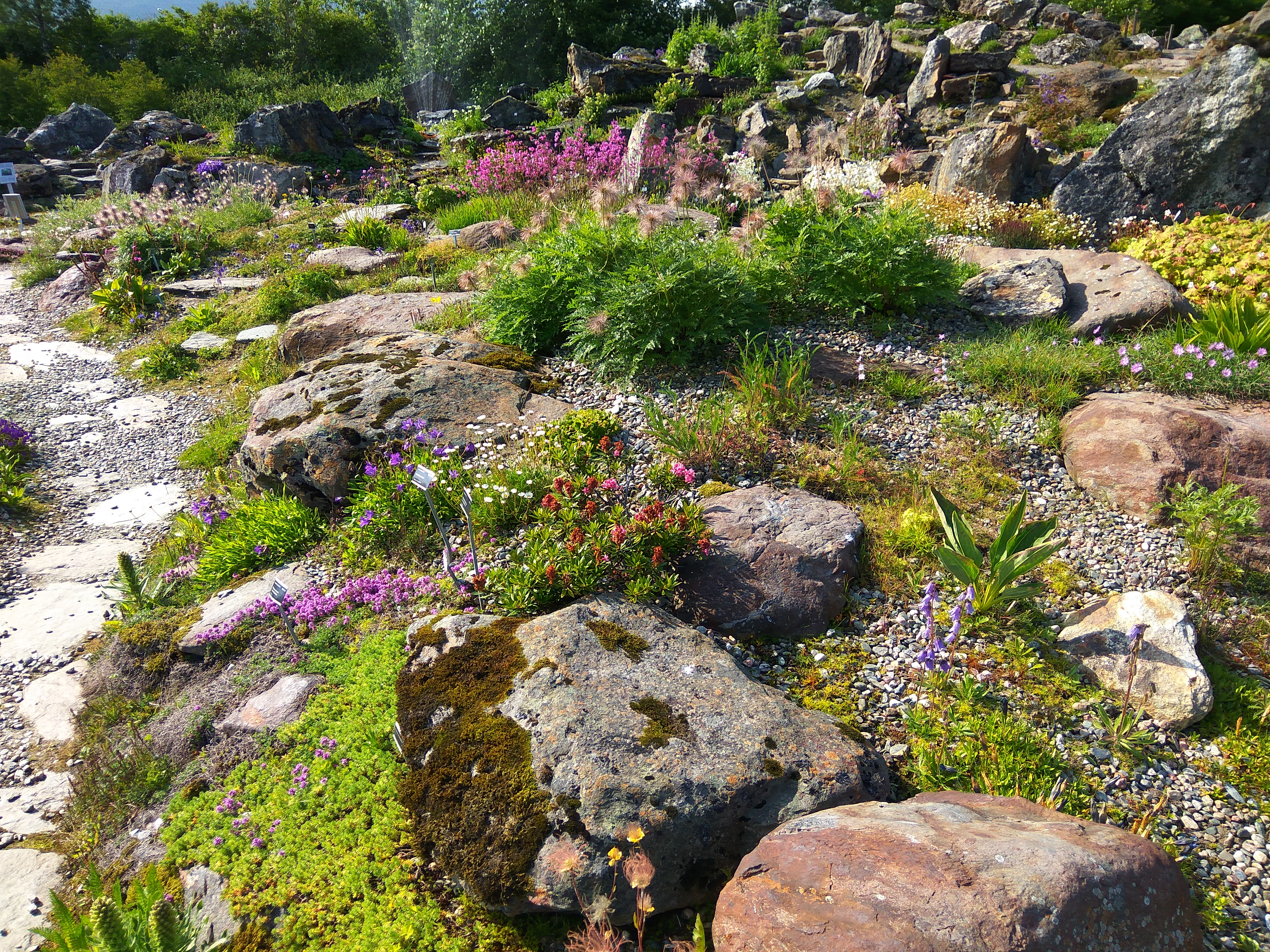
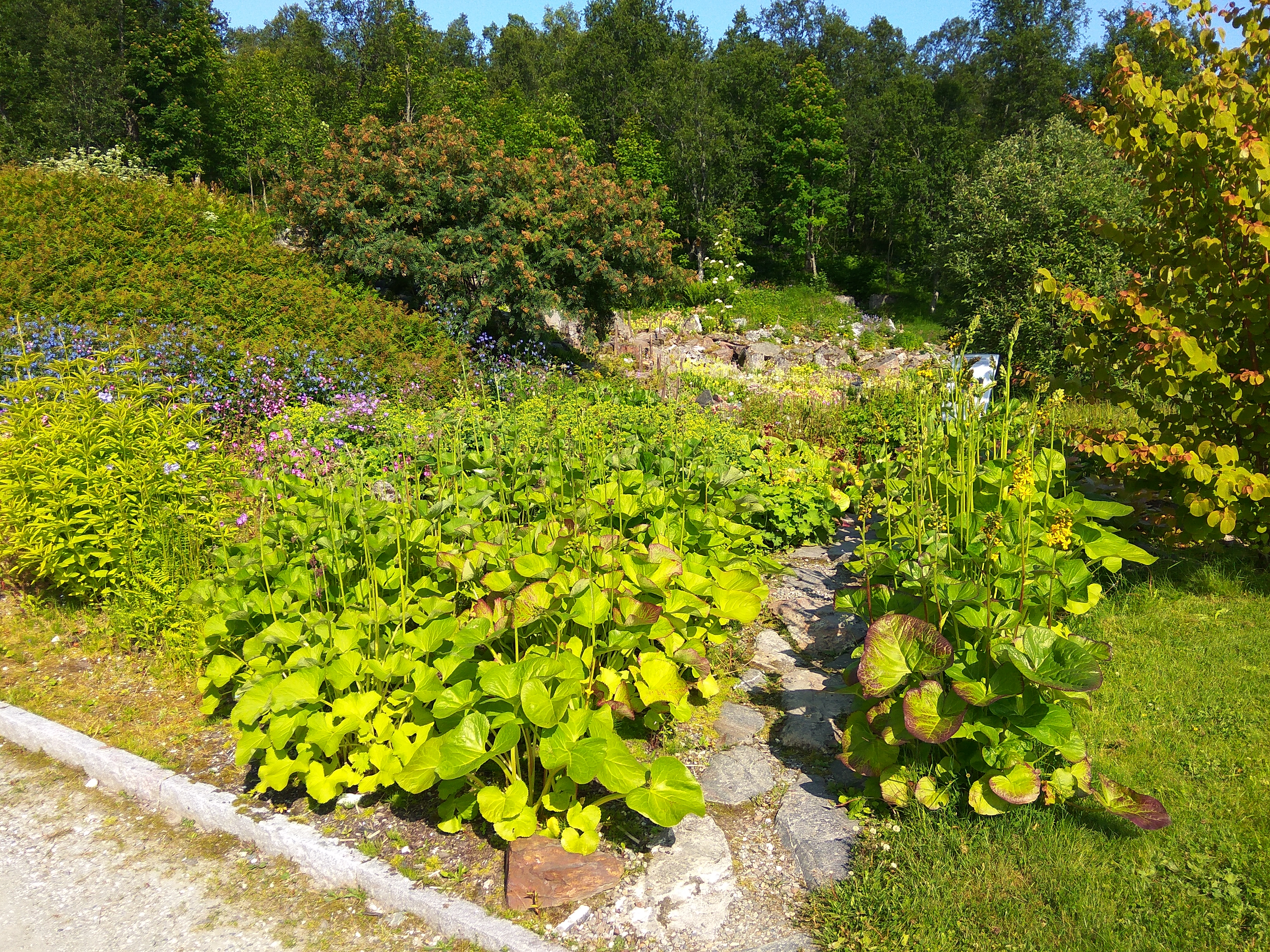
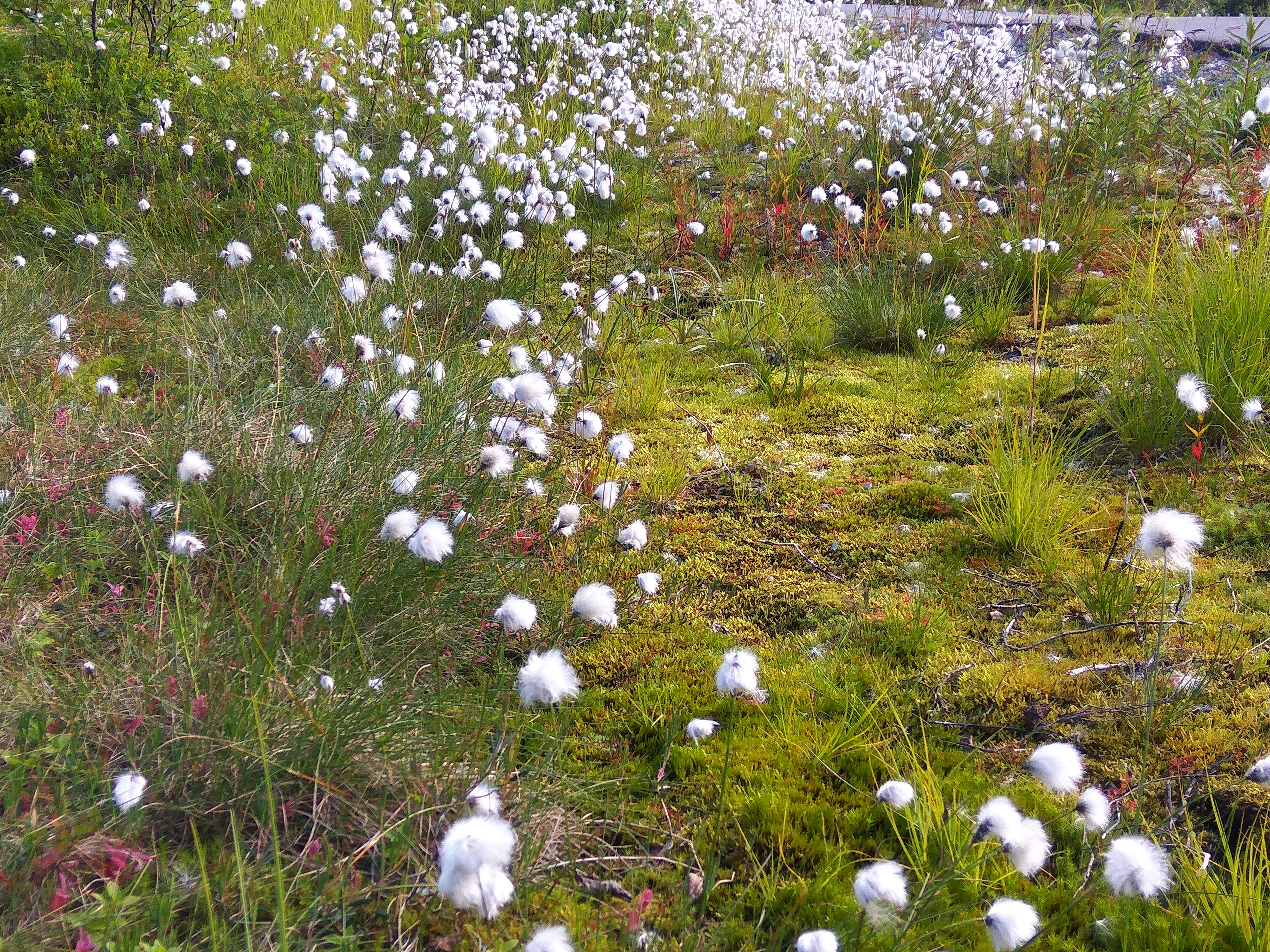